# Cyaniriodes andersonii
Cyaniriodes andersonii är en fjärilsart som beskrevs av Moore 1884. Cyaniriodes andersonii ingår i släktet Cyaniriodes och familjen juvelvingar. Inga underarter finns listade i Catalogue of Life.